# Dvouplicní (pavouci)
Dvouplicní či praví pavouci (Araneomorphae, syn. Labidognatha) je velký taxon pavouků klasifikovaný na taxonomické úrovni podřádu či infrařádu. Zahrnuje všechny pavouky s výjimkou sklípkošů (Mesothelae) a sklípkanů (Mygalomorphae).

## Popis
Dvouplicní pavouci představují morfologicky nejodvozenější skupinu pavouků. Společně se sklípkany – ale na rozdíl od sklípkošů – mají nesegmentovaný zadeček a posteriorně orientované snovací bradavky. Od sklípkanů je však odlišují tzv. labidognátní chelicery, jež směřují dolů a pracují proti sobě podobně jako kleště či kusadla hmyzu (s výjimkami, jako je konkrétně čeleď Hypochilidae). Chelicery působící proti sobě umožňují chycení větší kořisti při zachování stejné tělesné velikosti, než kdyby pavouk útočil každou chelicerou zvlášť. Právě tato skutečnost zřejmě podmiňovala miniaturizaci pavoučího těla, s níž se zároveň pojí jednodušší kolonizace nových stanovišť (například pomocí větru) a tím pádem možná i evoluční úspěch celé této skupiny.
Dvouplicní pavouci postrádají přední střední snovací bradavky, jež se objevují pouze u sklípkošů. Vůči předním středním snovacím bradavkám představuje homologní strukturu kribelum, snovací políčko sloužící k produkci ultrajemných vláken, tzv. kribelového vlášení. Kribelum představuje synapomorfii všech dvouplicních pavouků, nicméně několikrát nezávisle na sobě došlo k jeho ztrátě. Na místě kribela může vyrůstat útvar zvaný kolulus, rovněž homolog vůči předním středním bradavkám.
U většiny zástupců dvouplicních pavouků došlo k redukci druhého páru plicních vaků a k jeho nahrazení systémem vzdušnic neboli trachejí. V případě středoevropských zástupců chybí druhý pár plicních vaků všem zástupcům. S tímto evolučním trendem se zároveň pojí redukce srdečních ostií na 2 až 4 páry. Dýchací soustava mohla být v evoluci dále modifikována a například u čeledi Synaphridae se v tracheje přetvořily i přední plicní vaky. Několik málo linií pak dýchá jen systémem předních trachejí. Nutno dodat, že vzdušnice dvouplicních pavouků jsou samozřejmě konvergentní vůči podobným strukturám u šestinohých nebo stonožkovců.
Dvouplicní pavouci se na základě stavby pohlavního ústrojí dělí na pavouky haplogynní a entelegynní. V případě samičího pohlavního traktu entelegynních pavouků je spermatéka napojena na dva kanálky („průtokový systém“), přičemž kopulační kanálek kryje pohlavní destička neboli epigyna. Bulbus samčích makadel je u entelegynních pavouků v klidu ukrytý v koncovém miskovitém článku makadla (cymbium), odkud je v případě potřeby vychlipován tlakem hemolymfy. Bývá kvůli tomu složitě tvarován, se střídáním ztvrdlých částí a částí s jemnou kutikulou (hematodocha). Entelegynní pavouci zřejmě představují monofyletickou skupinu, přičemž několik málo linií vykazuje evoluční trend návratu k haplogynní organizaci. Haplogynní pavouci však zřejmě nejsou monofyletičtí.